# Hawzi

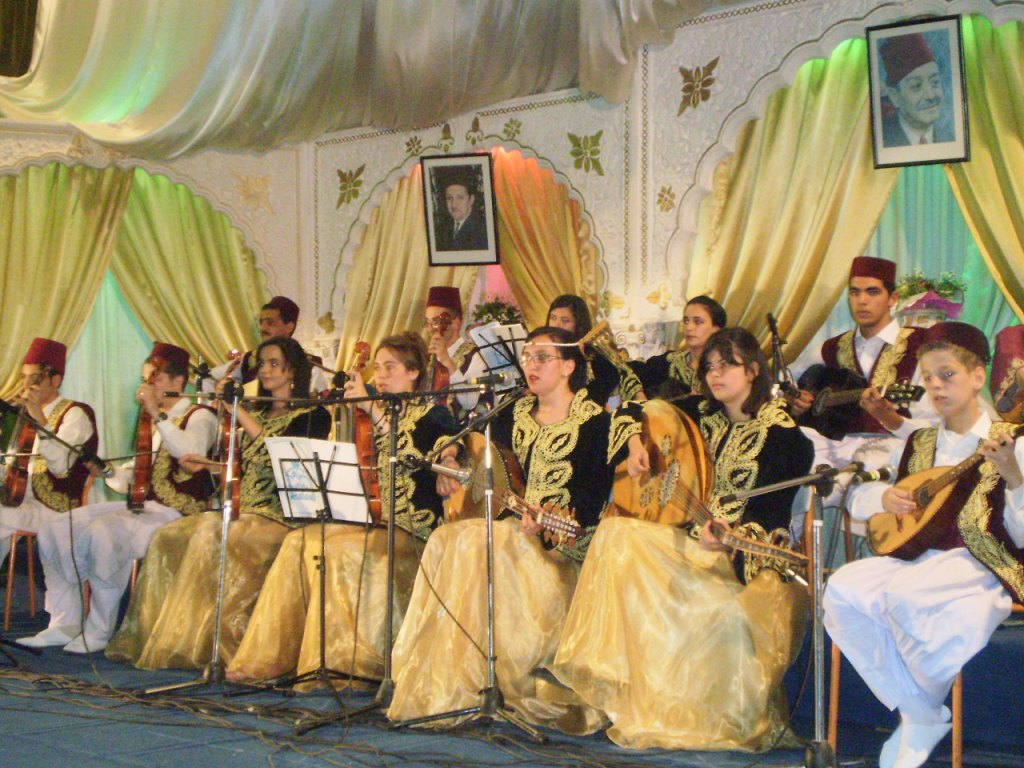
Orchestra giovanile hawzi di Blida

Il hawzi (in arabo الحوزي‎?) è un genere di musica colta arabo-andalusa tipico di Tlemcen, derivato dal gharnati. Il hawzi è diffuso anche ad Algeri, Blida, Miliana, Médéa, Koléa e Costantina.